# Jason og det gyldne skind
 Ikke at forveksle med Bertel Thorvaldsens statue med navnet "Jason med det gyldne skind".
Jason og det gyldne skind (Jason and the Argonauts) er en engelsk fantasyfilm fra 1963, skrevet af Beverley Cross og instrueret af Don Chaffey. Den er berømt for Ray Harryhausens stop-motion-effekter og regnes både for Harryhausens bedste film og for en af de bedste film bygget over græsk mytologi.
Filmens mest berømte scene er Jasons kamp med de syv skeletter. Det tog Ray Harryhausen fire måneder at animere scenen, der regnes for en af filmhistoriens højdepunkter. 
Også scenen, hvor argonauterne flygter som myrer fra bronzegiganten Talos, hører til filmens uforglemmelige momenter, og har inspireret mange efterfølgende film. Det engelske filmblad Empire Magazine kårede i april 2004 Talos som det næstbedste film-monster nogensinde, efter King Kong.
Blandt filmens øvrige kvaliteter må fremhæves det begavede manuskript og Bernard Herrmanns kraftfulde musik.
Da Ray Harryhausen modtog en Oscar i 1992, udtalte Tom Hanks: "Nogle folk siger, det er Casablanca eller Citizen Kane, men jeg siger, at Jason og det gyldne skind er den bedste film, der nogensinde er lavet!"

## Handling
Handlingen følger sagnhelten Jason (Todd Armstrong), der rejser til verdens ende på jagt efter Det Gyldne Skind, hvis magiske kraft kan hjælpe ham med at generobre sin fars kongerige fra tronraneren Pelias (Douglas Wilmer). Med om bord på skibet Argo har Jason argonauterne, der bl.a. tæller skibsbyggeren Argos (Laurence Naismith), den luskede Acastus (Gary Raymond), den kloge Hylas (John Cairney) og den bomstærke Herkules (Nigel Green). 
Undervejs forelsker Jason sig i Medea (Nancy Kovack), og render ind i vanskeligheder såsom to flyvende harpyer, den kæmpemæssige bronzemand Talos, de Knusende Klipper, havguden Triton, den syvhovede Hydra og syv sværdbevæbnede skeletter. Fra Olympen følges Jasons bedrifter med spænding af de græske guder, deriblandt Zeus (Niall MacGinnis), Hera (Honor Blackman) og Hermes (Michael Gwynn).